# Colgar ligorum
Colgar ligorum är en insektsart som beskrevs av Medler 1989. Colgar ligorum ingår i släktet Colgar och familjen Flatidae. Inga underarter finns listade i Catalogue of Life.